# 사사키노역
사사키노역(일본어: 笹木野駅)은 일본 후쿠시마현 후쿠시마시에 위치한 동일본 여객철도 오우 본선의 철도역이다. 섬식 승강장 1면 2선을 가진 지상역이며, 후쿠시마역 관리의 무인역이다.

## 역 주변
- 후쿠시마 제강
- 도호쿠오키 전기
- JA 신후쿠시마 노다 지점
- 국도 13호선
- 도호쿠 자동차도 아즈마 휴게소

## 역사
- 1919년 8월 15일 : 개업.
- 1986년 11월 1일 : 무인화.
- 1987년 4월 1일 : 일본국유철도 분할 민영화에 의해 동일본 여객철도가 승계.

## 인접 역
| 동일본 여객철도 오우 본선 | 동일본 여객철도 오우 본선 | 동일본 여객철도 오우 본선 |
| ------------------------- | ------------------------- | ------------------------- |
| 후쿠시마 방면             | ■ 야마가타 선             | 니와사카 요네자와 방면    |